# Прудки (Пристенська сільрада)
Прудки  (рос. Прудки) — хутір в Пристенському районі Курської області Російської Федерації.
Населення становить 87 осіб. Входить до складу муніципального утворення Пристенська сільрада.

## Історія
Населений пункт розташований на території українського етнічного та культурного краю Східна Слобожанщина.
Від 2004 року входить до складу муніципального утворення Пристенська сільрада.

## Населення
| 2002 | 2010 |
| ---- | ---- |
| 102  | ↘87  |